# Pachylomalus falcatus
Pachylomalus falcatus är en skalbaggsart som beskrevs av Lewis 1914. Pachylomalus falcatus ingår i släktet Pachylomalus och familjen stumpbaggar. Inga underarter finns listade i Catalogue of Life.